# Odakyū série 30000
La série 30000 (30000形, 30000-gata) est un type de rame automotrice électrique exploité par la compagnie Odakyu sur les services Romancecar au Japon. Elle est aussi appelée Romancecar EXE (EXcellent Express).

## Description
La série comprend 14 exemplaires fabriqués par Nippon Sharyo, sept rames à 6 voitures et sept rames à 4 voitures pouvant être accouplées pour former des trains de 10 voitures. 

## Histoire
Les premières rames de la série 30000 ont été introduites le 23 mars 1996. Le cabinet Noriaki Okabe Architecture Network s'est chargé de la rénovation des rames à partir de 2017 (désignées sous le nom de Romancecar EXEα").

## Services
Les rames circulent sur les lignes Odawara, Enoshima et Hakone Tozan.

## Galerie photos

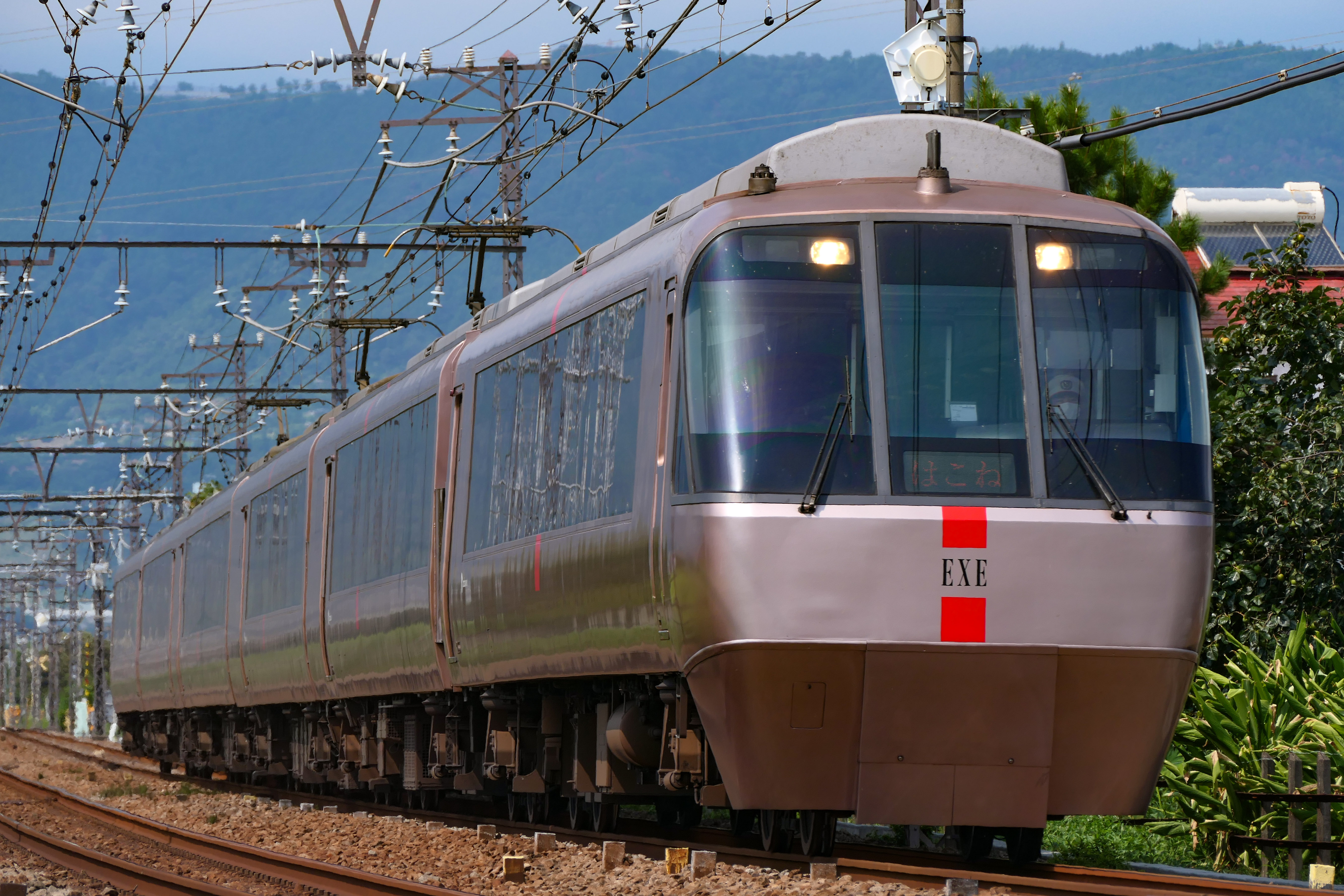
Livrée d'origine.
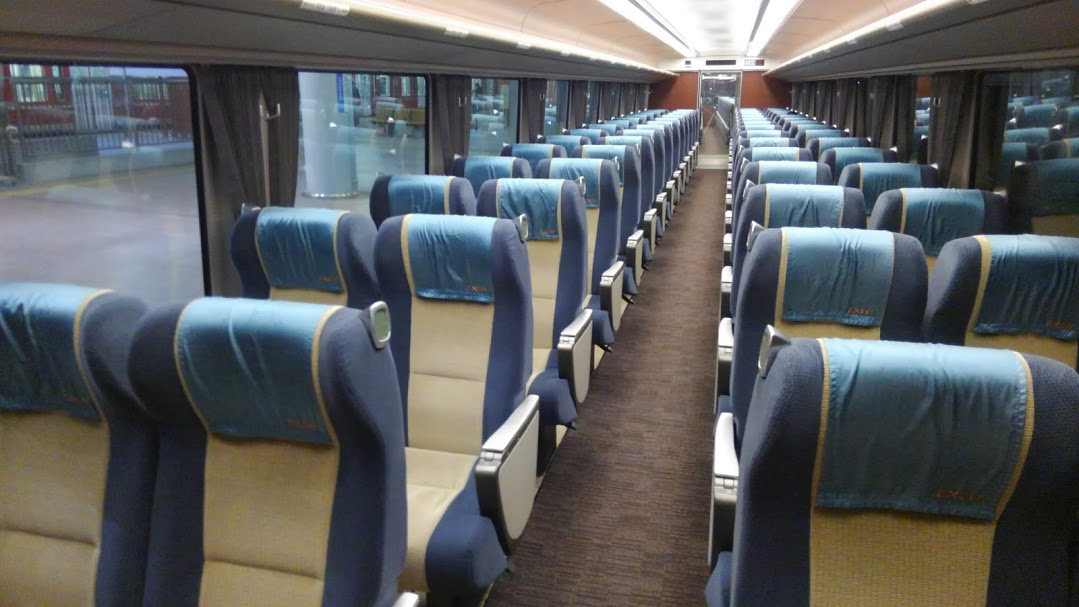
Aménagement intérieur.
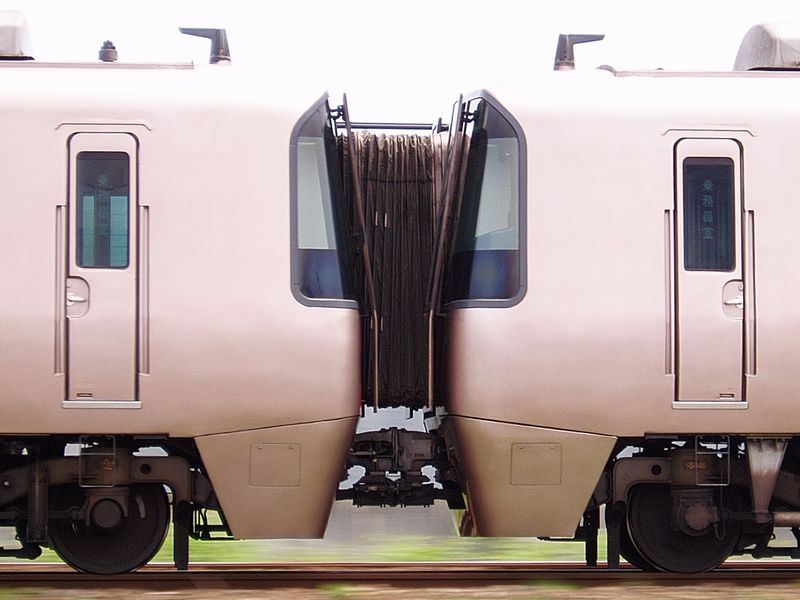
Deux rames accouplées.